# Saudi National Bank

Logo banku

Saudi National Bank, znany również jako SNB AlAhli (arabski: البنك الأهلي السعودي) – największy bank komercyjny w Arabii Saudyjskiej.
W kwietniu 2021 roku National Commercial Bank połączył się z Samba Financial Group pod nazwą Saudi National Bank.
Prezesem Saudi National Bank od 2021 był Ammar Al Khudairy, który w 2023 odszedł, jak podano w oficjalnym komunikacie, z powodów osobistych. Podał się do dymisji zaledwie kilka dni po tym, jak jego komentarze przyczyniły się do ostrego spadku kursu akcji Credit Suisse. Zastąpi go dyrektor generalny Saeed Mohammed Al Ghamdi.

## Inwestycje
Na dzień 15 marca 2023 roku Saudi National Bank posiadał 9,8% udziałów w Credit Suisse Group. Późniejsze oświadczenia wskazują, że udział ten został zwiększony do maksymalnej zatwierdzonej kwoty 9,9%, a oświadczenie wydane w tej sprawie w czasie, gdy audytorzy zidentyfikowali "istotne słabości" w księgach rachunkowych Credit Suisse, przyczyniło się do powstania klimatu, w wyniku którego CS został kupiony ze znacznym upustem przez swojego rywala UBS i to pomimo otrzymania ogromnej linii kredytowej od Szwajcarskiego Banku Narodowego. Spowodowało to (z uwzględnieniem wszelkich zabezpieczeń) dużą stratę/odpis wartości inwestycji należących do Saudi National Bank. Uzyskają one znacznie mniejszy udział w nowym, powstałym po fuzji banku UBS.